# Saudilacon
Saudilacon is een geslacht van kevers uit de familie  
kniptorren (Elateridae).
Het geslacht is voor het eerst wetenschappelijk beschreven in 1983 door Chassain.

## Soorten
Het geslacht omvat de volgende soorten:
- Saudilacon balcis Wurst, Schimmel & Platia, 2001
- Saudilacon ochraceus Chassain, 1983